# Застава Мајота
Застава Мајота, француске прекоморске територије, званично је застава Француске, али се такође користи и локална застава Мајота која се састоји од грба Мајота изнад којег се налази натпис „MAYOTTE“ велики црвеним словима.